# Пам'ятки історії Котелевського району
У Котелевському районі Полтавської області нараховується 53 пам'ятки історії.
| #   | назва | адреса                                                      | роки події              | роки встановлення                   | автор                                     | матеріали                      | розміри                                | рішення                                                       |
| --- | --- | ----------------------------------------------------------- | ----------------------- | ----------------------------------- | ----------------------------------------- | ------------------------------ | -------------------------------------- | ------------------------------------------------------------- |
| 1.  | Група могил (2) учасників встановлення радянської влади і партизан, що загинули в роки Великої Вітчизняної війни                                                                              | смт Котельва, сквер С. А. Ковпака                           | 1919, 1941—1943         | 1943                                | Місцеві майстри                           | обеліск, цегла оштук.          | вис. 2,3 м                             | -                                                             |
| 2.  | Група могил (10) учасників встановлення радянської влади і радянських воїнів, які загинули у 1943 році при визволенні селища від німецьких загарбників                                        | смт Котельва, вул. Жовтнева                                 | 1920, 1943              | 1955                                | Місцеві майстри                           | обеліск, граніт, цегла оштук.  | вис. 3,5 м                             | -                                                             |
| 3.  | Братська могила радянських воїнів | смт Котельва, сквер Леніна                                  | 1943                    | 1955                                | Харківський скульптурний комбінат         | залізобетон, цегла оштук.      | вис. ск. — 2,35 м, пост. — 1,3 м       | -                                                             |
|     | Могила борця за встановлення радянської влади Федченка І. М. | смт Котельва, кладовище                                     |                         |                                     |                                           |                                |                                        |                                                               |
| 4.  | Братська могила радянських воїнів | смт Котельва, вул. Петровського, кладовище                  | 1943                    | 1957                                | Місцеві майстри                           | обеліск, цегла оштук.          | вис. 4,0 м                             | -                                                             |
| 5.  | Могила невідомого радянського воїна | смт Котельва, вул. Петровського, кладовище                  | 1943                    | -                                   | -                                         | -                              | -                                      | -                                                             |
| 6.  | Пам'ятник воїнам-землякам | смт Котельва, вул. Петровського                             | 1941—1945               | 1967                                | Місцеві майстри                           | обеліск, цегла оштук.          | вис. 5,0 м                             | -                                                             |
| 7.  | Братська могила радянських воїнів | смт Котельва, вул. Леніна                                   | 1943                    | 1953                                | ск. О. Савельєв                           | залізобетон, цегла оштук.      | вис. ск. — 2,5 м, пост. — 3,6 м        | -                                                             |
| 8.  | Пам'ятник воїнам-землякам | смт Котельва, вул. Жовтнева                                 | 1941—1945               | 1969                                | ск. С. Пастухов                           | граніт, бетон                  | вис. об. — 8,6 м, вис. стели — 2,7 м   | -                                                             |
| 9.  | Будинок школи № 5, де знаходився штаб 8-ї гвардійської дивізії | смт Котельва, вул. Леніна, 167                              | 1943                    | 1977, мем. дошка                    | -                                         | одно-повер-ховий, цегляний     | площа — 368 м2                         | Рішенняобкому партії і облвиконкому№ 20 від 14.03.1975 р.     |
| 10. | Меморіальна дошка на будинку райпотребсоюзу, де знаходись у 1943 р. штаби 7-ї і 5-ї гвардійських дивізій                                                                                      | смт Котельва, І пров. Жданова, 24                           | серпень — вересень 1943 | 1977                                | Полтавський завод «Сувенір»               | граніт                         | 0,6 х 0,6 м                            | -                                                             |
| 11. | Пам'ятний знак полеглим на честь військових частин і з'єднань, що визволяли Котельву від німецько-фашистських загарбників                                                                     | смт Котельва, центр                                         | 1943                    | 1968                                | Місцеві майстри                           | стела, цегла оштук.            | вис. 2,8 м                             | -                                                             |
| 12. | Будинок-садиба С. А. Ковпака, партизанського командира, двічі Героя Радянського Союзу | смт Котельва, вул. Леніна, 198                              | 1887 — 1917             | 1972, встановлена меморіальна дошка | -                                         | одно-повер-ховий, глино-битний | площа садиби — 0,3 га, будинку — 62 м² | Рішення обкому партії і облвиконкому№ 20 від 14.03.1975 р.    |
| 13. | Меморіальна дошка на будинку школи на честь земляка — двічі Героя Радянського Союзу С. А. Ковпака                                                                                             | смт Котельва, вул. Петровського, 2,школа                    | 1887 — 1967             | 1977                                | Київське об'єднання «Художник»            | мармур                         | 0,8 х 0,6 м                            | -                                                             |
| 14. | Пам'ятний знак на честь Максима Залізняка — ватажка народного повстання проти польської шляхти (Коліївщина)                                                                                   | смт Котельва, біля річки Котелевки                          | XVIII ст.               | 1977                                | Київське об'єднання «Художник»            | бутовий камінь, мармур         | вис. 1,8 м                             | Постанова райкому партії і райвиконкому№ 30 від 18.02.1974 р. |
| 15. | Пам'ятник трудової Слави — трактор «Універсал» | смт Котельва, сільгосптехніка                               | -                       | 1969                                | Місцеві майстри                           | постамент, цегла оштук.        | вис. трактора — 2,5 м, пост. — 1,0 м   | Рішення райвиконкому№ 153 від 18.07.1969 р.                   |
| 16. | Братська могила радянських воїнів, серед яких поховані Герої Радянського Союзу М. Т. Гарнізов, М. І. Попов; пам'ятний знак полеглим воїнам-землякам                                           | с. Михайлівка Перша, меморіальний комплекс                  | 1943, 1941—1945         | 1957                                | Харківський скульптурний комбінат         | залізобетон, цегла оштук.      | вис. ск. — 2,5 м, пост. — 2,5 м        | -                                                             |
| 17. | Пам'ятний знак на місці вирішального бою на безіменній висоті 130,6, на честь Героїв Радянського Союзу М. Т. Гарнізова і М. І. Попова                                                         | с. Михайлівка Перша, висота 130,6                           | 1943                    | 1970                                | Полтавський райкомунгосп                  | обеліск — граніт               | вис. 2,7 м                             | -                                                             |
| 18. | Пам'ятний знак на місці вимушеної посадки у жовтні 1941 р. літака з пілотом З. С. Хіталішвілі — Героєм Радянського Союзу                                                                      | с. Михайлівка Перша, Захарове поле, 3 км на північ від села | Жовтень 1941            | 1972                                | Полтавський райкомунгосп                  | обеліск — граніт               | вис. 2,3 м                             | -                                                             |
| 19. | Братська могила радянських воїнів | с. Михайлове                                                | 1943                    | 1956                                | Харківський скульптурний комбінат         | залізобетон, цегла оштук.      | вис. ск. — 2,5 м, пост. — 3,6 м        | -                                                             |
| 20. | Братська могила радянських воїнів, пам'ятний знак полеглим воїнам-землякам | с. Сидоряче, меморіальний комплекс                          | 1943, 1941—1945         | 1958                                | ск. О. Савельєв                           | залізобетон, цегла оштук.      | вис. ск. — 2,5 м, пост. — 2,5 м        | Рішення Котелевського райвиконкому № 6 від 23.02.1958         |
| 21. | Пам'ятний знак на місці загибелі комісара Більського червоногвардійського загону Т. І. Малохліба                                                                                              | с. Більськ                                                  |                         |                                     |                                           |                                |                                        |                                                               |
| 22. | Пам'ятний знак на місці проведення 3 та 4 вересня 1943 року партійних зборів військових частин 7-ї та 8-ї гвардійських дивізій перед боями за визволення Полтавщини від німецьких загарбників | с. Більськ, біля села                                       |                         |                                     |                                           |                                |                                        |                                                               |
| 23. | Братська могила радянських воїнів, серед яких поховано Героя Радянського Союзу М. В. Шишкіна                                                                                                  | с. Більськ, центр                                           | 1943                    | 1954                                | ск. Я. Рик, арх. Н. Клейн                 | залізобетон, цегла оштук.      | вис. ск. — 2,5 м, пост. — 2,0 м        | -                                                             |
| 24. | Братська могила радянських воїнів | с. Більськ, Дубинське кладовище                             | 1943                    | 1958                                | Місцеві майстри                           | обеліск — метал                | вис. 1,6 м                             | -                                                             |
| 25. | Братська могила радянських воїнів (5) | с. Більськ, Шпилівське кладовище                            | 1943                    | 1958                                | Місцеві майстри                           | обеліск — метал                | вис. 1,6 м                             | -                                                             |
| 26. | Пам'ятник на честь військових частин, що визволяли село | с. Більськ, центр                                           | 1943                    | -                                   | -                                         | -                              | -                                      | -                                                             |
| 27. | Братська могила радянських воїнів, пам'ятний знак полеглим воїнам-землякам | с. Велика Рублівка, центр, меморіальний комплекс            | 1943, 1941—1945         | 1958                                | Харківський скульптурний комбінат         | залізобетон, цегла оштук.      | вис. ск. — 3,5 м, пост. — 3,0 м        | -                                                             |
| 28. | Меморіальна дошка на будинку школи на честь земляка — Героя Радянського Союзу Д. Ф. Петренка, який загинув під час війни у Фінляндії у 1940 р.                                                | с. Велика Рублівка, школа                                   | 1909 — 1940             | 1977                                | Полтавський завод «Сувенір»               | граніт                         | 0,5 х 0,5 м                            | Рішення обкому партії № 20 від 14.03.1975 р.                  |
| 29. | Пам'ятник трудової Слави — трактор «Універсал» | с. Велика Рублівка, сільгосптехніка                         | 1938 — 1964             | 1967                                | Місцеві майстри                           | пост. — цегла                  | вис. 3,5 м                             | -                                                             |
| 30. | Братська могила радянських воїнів, пам'ятний знак полеглим воїнам-землякам | с. Ковалеве, меморіальний комплекс                          | 1943, 1941—1945         | 1975                                | Київський живописно-скульптурний комбінат | залізобетон, цегла оштук.      | вис. ск. — 4,0 м, пост. — 0,45 м       | Рішення обкому партії і облвиконкому № 89 від 18.10.1973 р.   |
| 31. | Братська могила радянських воїнів, пам'ятний знак полеглим воїнам-землякам | с. Деревки, меморіальний комплекс                           | 1943, 1941—1945         | 1975                                | ск. О. Канаєв, І. Подгородецький          | залізобетон, мідь, граніт      | вис. ск. — 3,5 м, пост. — 1,85 м       | Рішення обкому партії і облвиконкому № 74 від 19.09.1974 р.   |
| 32. | Братська могила радянських воїнів, пам'ятний знак полеглим воїнам-землякам | с. Млинки, біля кладовища, меморіальний комплекс            | 1943                    | 1957                                | Місцеві майстри                           | обеліск — цегла оштук.         | вис. 4,0 м                             | -                                                             |
| 33. | Братська могила радянських воїнів, пам'ятний знак полеглим воїнам-землякам | с. Козлівщина, меморіальний комплекс                        | 1943, 1941—1945         | 1957                                | Харківський скульптурний комбінат         | залізобетон, цегла оштук.      | вис. ск. — 3,5 м, пост. — 2,8 м        | -                                                             |
| 34. | Пам'ятник трудової Слави — трактор «Універсал» | с. Козлівщина                                               |                         |                                     |                                           |                                |                                        |                                                               |
| 35. | Братська могила радянських воїнів, пам'ятний знак полеглим воїнам-землякам | с. Діброва, меморіальний комплекс                           | 1943, 1941—1945         | 1958                                | Харківський скульптурний комбінат         | залізобетон, цегла оштук.      | вис. ск. — 3,3 м, пост. — 2,8 м        | -                                                             |
| 36. | Пам'ятний знак на місці загибелі льотчика В. М. Кагановича | с. Ворони                                                   |                         |                                     |                                           |                                |                                        |                                                               |
| 37. | Братська могила радянських воїнів, пам'ятний знак полеглим воїнам-землякам | с. Мала Рублівка, меморіальний комплекс                     | 1943, 1941—1945         | 1975                                | Київський живописно-скульптурний комбінат | залізобетон, цегла оштук.      | вис. ск. — 3,0 м, пост. — 0,3 м        | Рішення обкому партії і облвиконкому № 43 від 11.06.1974 р.   |
| 38. | Пам'ятний знак полеглим воїнам-землякам | с. Дем'янівка                                               | 1941—1945               | 1968                                | Місцеві майстри                           | обеліск — цегла оштук.         | вис. 2,5 м                             | -                                                             |
| 39. | Братська могила борців за встановлення радянської влади | с. Мар'їне, біля клубу                                      | 1919                    | 1968                                | Місцеві майстри                           | обеліск — цегла оштук.         | вис. 3,0 м                             | -                                                             |
| 40. | Братська могила радянських воїнів | с. Мар'їно, центр                                           | 1943                    | 1965                                | Місцеві майстри                           | обеліск — цегла оштук.         | вис. 3,0 м                             | -                                                             |
| 41. | Братська могила радянських воїнів | с. Микілка                                                  | 1943                    | 1957                                | Харківський скульптурний комбінат         | залізобетон, цегла оштук.      | вис. ск. — 3,0 м, пост. — 2,6 м        | -                                                             |
| 42. | Пам'ятний знак полеглим воїнам-землякам | с. Микілка, кладовище                                       | 1941—1945               | 1967                                | Місцеві майстри                           | обеліск — цегла оштук.         | вис. 3,0 м                             | -                                                             |
| 43. | Братська могила радянських воїнів | с. Маловидне                                                | 1943                    | -                                   | -                                         | -                              | -                                      | -                                                             |
| 44. | Братська могила радянських воїнів, пам'ятний знак полеглим воїнам-землякам | с. Лихачівка, меморіальний комплекс                         | 1943, 1941—1945         | 1957                                | Харківський скульптурний комбінат         | залізобетон, цегла оштук.      | вис. ск. — 3,5 м, пост. — 3,0 м        | -                                                             |
| 45. | Пам'ятний знак полеглим воїнам-землякам | с. Терни, кладовище                                         | 1941—1945               | 1967                                | Місцеві майстри                           | обеліск — цегла оштук.         | вис. 3,0 м                             | -                                                             |
| 46. | Пам'ятний знак полеглим воїнам-землякам | с. Терни, кладовище колишнього села Чапаєвки                | 1941—1945               | 1967                                | Місцеві майстри                           | обеліск — цегла оштук.         | вис. 2,8 м                             | -                                                             |
| 47. | Пам'ятний знак полеглим воїнам-землякам | с. Шевченкове, кладовище                                    | 1941—1945               | 1967                                | Місцеві майстри                           | обеліск — цегла оштук.         | вис. 3,0 м                             | -                                                             |
| 48. | Меморіальна дошка на честь Героя Радянського Союзу І. І. Спічака | с. Шевченкове, школа                                        | 1923—1943               | 1977                                | Полтавський завод «Сувенір»               | граніт                         | 0,7 х 0,4 м                            | -                                                             |
| 49. | Пам'ятник полеглим воїнам-землякам | с. Зайці                                                    | 1941—1945               | 1968                                | Харківський скульптурний комбінат         | залізобетон, цегла оштук.      | вис. ск. — 2,8 м, пост. — 0,6 м        | -                                                             |
| 50. | Братська могила радянських воїнів | с. Милорадове, центр                                        | 1943                    | 1952                                | Місцеві майстри                           | обеліск — цегла оштук.         | вис. 6,7 м                             | -                                                             |
| 51. | Пам'ятний знак полеглим воїнам-землякам | с. Милорадове                                               | 1941—1945               | 1967                                | Полтавський райкомунгосп                  | обеліск — граніт               | вис. 2,5 м                             | -                                                             |
| 52. | Пам'ятний знак на місці загибелі командира партизанського загону Ф. Є. Поліщука | урочище Борівського лісництва                               | 1942                    | 1958                                | Місцеві майстри                           | обеліск — цегла оштук.         | вис. 2,4 м                             | -                                                             |
| 53. | Братська могила радянських воїнів | с. Глебівка, сквер                                          | 1943                    | 1958                                | Харківський скульптурний комбінат         | залізобетон, цегла оштук.      | вис. ск. — 3,5 м, пост. — 2,8 м        | -                                                             |